# 曼弗雷德·杰隆卡
曼弗雷德·杰隆卡（波蘭語：Manfred Zielonka，1960年1月24日—），德国前男子拳击运动员。他曾代表西德参加1984年夏季奥林匹克运动会拳击比赛，获得男子71公斤级铜牌。